# Metropolia Las Vegas
Metropolia San Francisco – metropolia Kościoła rzymskokatolickiego obejmująca stany Nevada oraz Utah w Stanach Zjednoczonych.
Katedrą metropolitarną jest archikatedra Anioła Stróża w Las Vegas.

## Podział administracyjny
Metropolia jest częścią regionu XI (CA, HI, NV)
- Archidiecezja Las Vegas
- Diecezja Reno
- Diecezja Salt Lake City

## Metropolici
- George Leo Thomas (2023 – obecnie)